# LPAM
LPAM is een afkorting voor low-power amplitude modulation, ofwel met een klein vermogen via de radio een lokale gemeenschap voorzien van muziek en nieuws uit de omgeving.

## Regelgeving in Amerika
Deze vorm van uitzendingen worden veel in de Verenigde Staten en het Verenigd Koninkrijk gedaan. In de Verenigde Staten zijn deze legaal en licentievrij mits het opgenomen vermogen van de eindtrap niet meer is dan 100 mW. Dat betekent dat er in het ideale geval, wat in de praktijk absoluut niet mogelijk is, niet meer dan 100 mW uit de zender komt. De uitzendingen worden gedaan op de middengolf tussen 502 en 1602 kHz (tot 1700 kHz in de Verenigde Staten). De modulatievorm is in AM (amplitudemodulatie). Verdere beperkingen zijn de lengte van de antenne. Dit mag inclusief voedingslijn niet meer zijn dan 3 meter.

## Toepassingen in de Verenigde Staten
In de Verenigde Staten wordt LPAM voor een groot aantal toepassingen gebruikt. Zo worden de zenders wel ingezet bij de verkoop van onroerende goederen als "pratend uithangbord" ofwel Talkin House genoemd. Er wordt dan voortdurend een vooraf opgenomen boodschap met relevante informatie over het object uitgezonden. Bij het object wordt er dan een bord geplaatst met bijvoorbeeld de mededeling "Information on 1610 kHz". Het signaal op die frequentie is dan enkele tientallen meters in de omgeving van het object op de autoradio te beluisteren. Op dezelfde manier wordt LPAM gebruikt in natuurparken waar bezoekers tijdens de rit een uitgebreide rondleiding met uitleg op de autoradio kunnen beluisteren.
Verder wordt de zender gebruikt als zeer lokale omroep bij sportevenementen, grote bijeenkomsten, buurtfeesten en andere gelegenheden waar het nodig kan zijn op een snelle en gemakkelijke manier berichten en mededelingen door te geven aan de bezoekers. LPAM wordt ook gebruikt door highschools en universiteitscampussen als campusomroep. Ten slotte zijn er ook een aantal, vooral zeer kleine en afgelegen dorpen die LPAM gebruiken als lokaal omroepstation, waar de ontvangst van de grote omroepstations te wensen overlaat of niet voorzien in de lokale berichtgeving. Ook spelen LPAM zenders daar soms een rol bij calamiteiten als de normale berichtgeving door omstandigheden tijdelijk buiten werking is.

## Voordelen van LPAM
Een van de voordelen van LPAM ten opzichte van de in Nederland gebruikte evenementenzender is het gebruiksgemak. Bij het in werking stellen van een evenementenzender moeten toch redelijk veel technische voorzieningen worden ingericht, onder andere met betrekking tot de antenne-installatie, terwijl bij het inrichten van een LPAM-station dit vrij eenvoudig is. Een LPAM-station kan bestaan uit de zender, een draadantenne en een geluidsbewerkingsysteem dat in zijn eenvoudigste vorm kan bestaan uit een microfoon en eventueel een weergever zoals een cassetterecorder of mp3-speler. Gevoed uit een kleine accu kan het gehele station geplaatst worden in een diplomatenkoffertje en in enkele minuten operationeel zijn. In de praktijk werkt dit anders: Agentschap Telecom stelt opgave van lengte- en breedtegraad van het opstelpunt van de antenne verplicht. Dat houdt concreet in, dat een LPAM zender slechts vanaf de opgegeven lokatie mag opereren. Dit houdt verband met de toegestane reikwijdte van maximaal 60 kilometer.

## Reikwijdte
Volgens de regels van de Federal Communications Commission (FCC) (100 mW input en 3 meter antenne) is de te verwachten reikwijdte meestal 750 tot 1500 meter. Als een grotere reikwijdte gewenst is, bijvoorbeeld grote sportvelden wordt er in plaats van een antenne soms gebruikgemaakt van een "lekke coaxkabel" die over of rondom het gehele terrein wordt gelegd. Het signaal is dan op korte afstand (20 - 50 meter) van deze kabel te ontvangen langs de gehele lengte van deze kabel. Maar ook worden er zenders gekoppeld om het bereik groter te maken. Een Hamilton Rangmaster is hier een goed voorbeeld van. Deze beschikt over een uitbreidingsprint om meerdere zenders in fase aan te sturen. Zo kan men met meer dan één zender op één frequentie werken zonder dat er een storing of fluittoon ontstaat.

## LPAM in Groot-Brittannië
De beperkingen in Groot-Brittannië zijn echter niet geheel duidelijk. Er worden wel RSL licenties uitgegeven. Met een RSL licentie mag maar een bepekte tijd uitgezonden worden op een vaste frequentie. Deze RSL licenties moeten iedere keer dat men wil uitzenden opnieuw aangevraagd worden. De beperking bij een RSL is dat het maximale uitgezonden vermogen maximaal 1 watt (ERP) is. De maximale lengte van de antenne mag dan niet meer dan 20 meter bedragen.

## LPAM in Nederland
Sinds 2016 zijn er LPAM uitzendingen in Nederland mogelijk. Er zijn drie soorten licenties: de 1 watt (PEP) op 1485 kHz en 100 watt (PEP) licenties op 675, 747, 828, 891, 1008, 1035, 1224, 1251, 1332, 1395, 1584 en 1602 kHz.Verder zijn er ook nog 50 watt(PEP) licenties. Voor alle toepassingen is een machtiging van het Agentschap Telecom het huidige RDI nodig. Daarbij dient het nieuwe station ook te worden aangemeld bij auteursrechtenorganisaties Buma/Stemra en SENA. Ook dient bij het Commissariaat voor de Media te worden ingeschreven.

## Regelgeving in de rest van Europa
Het maken van uitzendingen zonder licentie of vergunning is in Europa in het algemeen verboden in welke vorm dan ook. Toch zijn er mensen die dit willen stimuleren onder de mensen en het legaal willen zien worden.